# Batalla de Faughart
La batalla de Faughart, també coneguda com a batalla de Dundalk, va tenir lloc el 14 d'octubre de 1318 entre un exèrcit angloirlandés encapçalat per John de Bermingham i Edmund Butler, i un exèrcit escocès comandat per Edward Bruce, germà de Robert Bruce i els seus aliats irlandesos de Tyrone.
La derrota i mort d'Edward Bruce en la batalla va posar punt final a la invasió d'Irlanda començada tres anys abans amb la finalitat de distreure esforços de la Primera guerra d'independència escocesa a Escòcia, obrint un segon front de lluita i va acabar també amb el somni de reconstruir un regne irlandès unit.

## Un poble gaèlic unit
Encara que la victòria de Robert Bruce sobre Eduardo II d'Anglaterra en Bannockburn va consolidar la independència d'Escòcia, el final de la guerra semblava encara molt llunyà. Fins i tot les repetides expedicions escoceses pels comtats del nord d'Anglaterra van tenir escàs efecte a l'hora de dissuadir a Eduardo II de continuar amb la guerra. Es necessitava un fet més decisiu per posar fi al punt mort al que s'havia arribat, i est va arribar en 1315, amb una invitació del rei de Tyrone a la qual era molt difícil renunciar.
Des de l'època d'Enrique II d'Anglaterra, els reis d'Anglaterra havien ostentat el títol de Senyors d'Irlanda. Colons anglesos s'havien establert a Irlanda, principalment al llarg de la costa est, entorn de la ciutat de Dublín, en el que es coneixia com l'Estacada. Però en la resta del país, els caps gaèlics havien estat capaços de mantenir un alt grau d'autonomia, especialment a Ulster i Connacht, zones allunyades i de difícil accés on el poder anglès era merament nominal.
En esclatar la Primera Guerra d'Escòcia, els nobles angloirlandesos s'havien vist pressionats per Eduardo II, que demandava ajuda militar i subministraments dels seus súbdits irlandesos, portant el país a la vora de la fallida. Robert Bruce, que sempre havia estat en contacte amb els caps gaèlics de l'Ulster, amb els quals estava emparentat, va decidir intentar treure partit del descontentament irlandès. Per a això, va enviar delegats a les corts i al clergat irlandès, amb missatges en els quals invocava el gloriós passat comú de les dues nacions i oferia la seva col·laboració. Dohmnall mac Brian O'Neill, rei de Tyrone, en l'Ulster va acceptar l'oferiment de Robert i va sol·licitar la seva ajuda, oferint a canvi la corona suprema d'Irlanda a Edward Bruce, germà del rei.
Encara que podria pensar-se que l'acord no oferia garanties per a Escòcia (possiblement els enemics d'O'Neill recolzessin als angloirlandeses), Robert Bruce va donar el vistiplau a l'operació. El 26 de maig de 1315, Edward Bruce va desembarcar en Larne, prop de Carrickfergus, disposat a ressuscitar un esperit gaèlic internacional.

## Rei Suprem
Bruce va comptar amb l'adhesió immediata de nombrosos caps locals i va aconseguir una sèrie de primerencs èxits enfront de l'aristocràcia angloirlandesa. Després de la victòria inicial en Moiry Pass en Armagh, va saquejar Dundalk el 29 de juny. Aprofitant les rivalitats internes dels nobles angloirlandeses, va derrotar per separat als seus dos principals representants. El 10 de setembre va aconseguir vèncer a Richard Og de Burgh, II comte de l'Ulster en la batalla de Connor, comtat de Antrim i el 26 de gener de 1316 a Edmund Butler en Skerries, prop de Kildare. El 2 de maig de 1316 va ser coronat Rei Suprem d'Irlanda en el pujol de Maledon, prop de Dundalk.
En la primavera de 1316 semblava que l'arriscada aposta de Robert Bruce anava a convertir-se en un èxit estratègic de primera magnitud. No obstant això, un sobtat empitjorament del temps en 1316 i 1317, que va afectar tot Europa i que es va assemblar a una mini-edat del gel anava a tirar per terra els assoliments dels escocesos i els seus aliats.
Les males collites van començar a estendre la fam entre la pagesia i els exèrcits combatents. Les campanyes militars d'Edward Bruce van començar a semblar-se més a campanyes de saqueig que a operacions militars, la qual cosa va començar a afeblir la cohesió de l'ideal d'unitat cèltica proclamat al començament de la campanya. Per a la majoria dels irlandesos, els escocesos que havien vingut a alliberar-los eren poc millors que els colons anglesos, als quals, almenys, ja estaven acostumats. Un text de Connacht es refereix als "estrangers escocesos, menys nobles que els nostres propis estrangers".
El poder i la influència de Bruce es van veure progressivament reduïts fins a quedar confinats a certes zones del nord, i això, sofrint greus problemes d'aprovisionament. La conquesta d'Irlanda hauria d'esperar fins que milloressin les circumstàncies.

## Faughart
En 1318, després d'haver passat una mini-edat de gel de dos anys, la climatologia, i amb ell les collites, van començar a millorar, la qual cosa va motivar que, punt els escocesos de Bruce, com els anglesos es decidissin a reprendre les seves operacions militars.
Tenim poques dades sobre els preludis de la batalla de Faughart. Segons John Barbour, cronista escocès, Edward Bruce va ser l'arquitecte de la seva pròpia derrota, enfrontant-se a una força enemiga que multiplicava per 10 els seus efectius sense esperar reforços d'Escòcia; aquestes dades es troben respaldador per una entrada dels Annals de Clonmacnoise que ens diu que "ansiós per obtenir la victòria per si mateix, no va esperar pel seu germà". Bruce va posicionar les seves tropes en una elevació del terreny en Faughart, no lluny de Dundalk, el 14 d'octubre. Quan els seus aliats irlandesos van dubtar de la conveniència d'enfrontar-se a un enemic major en batalla campal, Bruce els va situar en la rereguarda, col·locant a 2.000 soldats escocesos en la primera línia.

En contrast amb Barbour, la Crònica de Lanercost, la principal font anglesa del conflicte, compte que Bruce es va acostar a Dundalk "amb un gran exèrcit escocès que havia arribat a Irlanda". Podria semblar que els comandants anglesos -John de Bermingham, I comte de Louth, Edmund Butler i Roland Joyce, arquebisbe de Armagh- anaven a ser atacats pels escocesos, encara que d'una manera una miqueta anàrquica. Lanercost descriu la batalla amb aquestes paraules:
Els escocesos es van situar en tres columnes a tal distància una d'una altra que la primera va ser derrotada abans que la segona arribés, i llavors la segona abans que la tercera, amb la qual marxava Edward. Així, la tercera columna va ser derrotada el mateix que les dues precedents. Edward caýo al mateix temps, i va ser decapitat després de la seva mort; el seu cos dividit en quatre trossos, cadascun dels quals va ser enviat als quatre principals cambres d'Irlanda 
No tenim xifres precises de morts, encara que en el combat van morir Alexander MacDonald, descrit en els annals com a 'Rei de Argyll' i Alexander MacRuari, 'Rei de les Illes'. Això suggereix que la majoria de les forces escoceses provenia de les Hèbrides Exteriors i dels territoris del propi Bruce al seu comtat de Carrick, en Ayrshire. Després de la derrota, es va produir el col·lapse total de les forces escoceses a Irlanda: el 2 de desembre, l'exèrcit angloirlandés va aconseguir recuperar el castell de Carrickfergus. El mèrit en la victòria va ser atribuït a John de Bermingham, que va ser nomenat comte de Louth per l'agraït rei Eduardo. Faughart no anava a ser el final de les actuacions escoceses a Irlanda, però ja no anava a haver-hi més reis suprems.

A Irlanda, molt pocs, si és que va haver-hi algun, van lamentar la mort de Bruce, el govern de la qual havia resultat finalment pitjor que el dels anglesos. En el seu obituario en els Annals de Louch Ce es diu d'Edward Bruce que :
va ser la ruïna per als gaèlics i els estrangers d'Irlanda ... mai un fet va ser millor per als irlandesos que això ... Perquè en el temps de Bruce, durant tres anys i mig, la mentida i la fam i l'assassinat van cobrir el país, i sens dubte els homes es van menjar els uns als altres a Irlanda. 

### Primàries
- Anals de Clonmacnoise, ed. D. Murphy, 1896.
- Anals de Loch Ce, ed. W. M. Hennessy, 1871.
- Barbour, John, The Bruce, ed. A. A. M. Duncan, 1964.
- The Lanercost Chronicle. ed. H. Maxwell, 1913.

### Secundàries
- McNamee, C., The Wars of the Bruces. Scotland, England Ireland, 1306-1328, 1997.
- Sayles, G. O. The Battle of Faughart, en Robert Bruce's Irish Wars, ed. S. Duffy, 2002.